# Marc Johnson (Boxer)
Marcellus Joseph Johnson (* 13. August 1971 in Washington, D.C.), besser bekannt als Marc Johnson, ist ein ehemaliger US-amerikanischer Profiboxer, Weltmeister der IBF im Fliegengewicht, sowie Weltmeister der IBF und WBO im Superfliegengewicht.
Er wurde 1996 der erste afroamerikanische Boxer, der einen WM-Titel im Fliegengewicht erkämpfen konnte. 2012 fand er als bis dahin jüngster Boxer, Aufnahme in die International Boxing Hall of Fame.

## Karriere
Marcellus „Marc“ Johnson begann im Alter von fünf Jahren mit dem Boxen und gewann 125 von 131 Amateurkämpfen. Im Halbfliegengewicht gewann er 1988 die Golden Gloves und 1989 die US-Meisterschaften. Bei der nationalen Olympiaqualifikation 1988 schied er im Halbfinale umstritten gegen Eric Griffin aus, welcher nach dem Kampf positiv auf Doping getestet worden war. Dennoch konnte Griffin zum Finalkampf antreten, verlor diesen jedoch gegen Michael Carbajal.
Im Jahr 1990 wechselte Marc Johnson ins Profilager und gewann seinen ersten Kampf am 24. Februar in Ohio durch Knockout (K. o.). Seinen zweiten Kampf im März desselben Jahres verlor er dann in Belfast nach Punkten gegen den ungeschlagenen Briten Richie Wenton. Anschließend blieb er in 40 Kämpfen ungeschlagen, wovon er 27 vorzeitig gewann. Seinen ersten bedeutenden Gegner besiegte er im Mai 1993 in Kalifornien, als ihm ein Punktsieg über zwölf Runden gegen Alberto Jiménez gelang. Er gewann dabei den Titel des „World Boxing Board“, den er anschließend zehnmal verteidigen konnte, darunter gegen José Quirino und Josué Camacho.
Im Mai 1996 besiegte er in Anaheim überraschend den Kolumbianer Francisco Tejedor (Bilanz: 43-4) durch K. o. in der ersten Runde und wurde dadurch IBF-Titelträger im Fliegengewicht. Bis 1999 glückten ihm sieben Titelverteidigungen und im April dieses Jahres auch der Gewinn des IBF-Titels des nächsthöheren Superfliegengewichts durch Punktesieg gegen Ratanachai Sor Vorapin.
Nach einer Titelverteidigung gegen Jorge Lacierva boxte er im November 1999 gegen Raul Juarez. Dieser Kampf endete jedoch bereits in der vierten Runde wertungslos, nachdem Juarez aufgrund eines unabsichtlichen Tiefschlages nicht mehr weiterboxen konnte. Johnson stieg daraufhin erst im Juni 2001 wieder in den Ring. Nach zwei Aufbausiegen verlor er anschließend zweimal gegen Rafael Márquez.
Im August 2003 schlug er Fernando Montiel (27-0) beim Kampf um den WBO-Titel im Superfliegengewicht über zwölf Runden nach Punkten und verteidigte die WM im März 2004 durch K. o. gegen Luis Bolaño (41-1). Jedoch gehörte die WBO damals noch nicht zu den bedeutenden Verbänden. Er verlor im September 2004 durch K. o. gegen Iván Hernández und kehrte daraufhin erst im Februar 2006 in den Ring zurück, wurde dabei aber von Jhonny González ausgeknockt und beendete seine Karriere.
Nach dem Boxen engagierte er sich in der Jugendarbeit beim Department of Parks and Recreation in Washington, D.C.